# إيواو ماسودا
إيواو ماسودا هو عداء سريع ياباني، (و. 1914  م).

## وصلات خارجية
- إيواو ماسودا على موقع أوليمبيديا (الإنجليزية)